# Azər Məmmədov
Azər Məmmədov (Gəncə, 7 febbraio 1976) è un allenatore di calcio ed ex calciatore azero, di ruolo difensore.

## Carriera

### Club
Ha sempre giocato nella massima serie del proprio paese con varie squadre, tranne nella stagione 2009-2010, in cui ha giocato in seconda serie.

### Nazionale
Debutta nel 2001 con la Nazionale azera, con cui totalizza 12 presenze fino al 2006